# Acantholimon narynense
Acantholimon narynense är en triftväxtart som beskrevs av Lazkov. Acantholimon narynense ingår i släktet Acantholimon och familjen triftväxter. Inga underarter finns listade i Catalogue of Life.